# نورييغا أغويرو
نورييغا أغويرو (بالإسبانية: Zenón Noriega)‏ (و. 1900 – 1957 م) هو سياسي، وضابط من بيرو .
تولى منصب رئيس بيرو (1948-10-29–1948-11-01)، ورئيس بيرو (1950-06-01–1950-07-28) . ويحمل رتبة عسكرية فريق أول .